# NEO CITY - The Origin
《NCT 127 1st Tour "NEO CITY - The Origin"》은 대한민국의 음악 그룹 NCT 127의 첫번째 콘서트 투어이다.

## 개요
2018년 12월 21일, SM 엔터테인먼트는 NCT 공식 홈페이지를 통해 NCT 127 첫 단독 콘서트의 양일간의 일정을 공개하였고 일주일 뒤인 12월 28일, YES24를 통해 예매가 진행되었다. 이에 앞서 8월 24일에는 본 투어의 일환으로서 개최된 일본 투어 일정이 공개된 바 있으며 첫 일본 투어임에도 현재 팬들의 호응이 좋아 사이타마 슈퍼 아레나에서의 3일간의 일정이 추가되었다. 하지만 허점이 여러 곳 있다. 콘서트 연습 때문에 정강이 골절로 초반 몇 공연에 멤버 해찬은 참여하지 못했다. 하지만 다행스럽게도, 월드투어가 지속되는 동안 점점 부상이 치료되어 투어 중반부부터는 본격적으로 공연에 참여하기 시작했다. 그리고 말로는 중국에서의 활동 때문에 원년멤버 윈윈은 참여하지 못했다. 월드투어가 시작되기 전부터 윈윈은 중국팀 WayV로 활동을 하기 위해 중국에 머물렀지만 문제점은 윈윈의 중국활동 때문이 아니다. 소속사인 SM은 무려 127의 원년멤버인 윈윈을 없는 멤버인 양 취급하고 언급조차 하지 못하게 막는 게 단점이다.

## ARENA TOUR "NEO CITY: JAPAN - The Origin"
NCT 127은 앞서 개최된 일본 첫 공식 팬미팅 〈NCTzen 127-JAPAN 1st Meeting 2019 'Welcome To Our Playground'〉를 통해 8회에 걸친 아레나 투어 개최를 선언하였으며 뒤이어 홈페이지를 통해 투어의 일정이 공개되었다.

## 투어 일정
| 날짜             | 도시             | 국가     | 장소                                          | 관객 동원     |
| 아시아           | 아시아           | 아시아   | 아시아                                        | 아시아        |
| ---------------- | ---------------- | -------- | --------------------------------------------- | ------------- |
| 2019년 1월 26일  | 서울             | 대한민국 | 올림픽체조경기장                              | 통산 24,000명 |
| 2019년 1월 27일  | 서울             | 대한민국 | 올림픽체조경기장                              | 통산 24,000명 |
| 2019년 2월 2일   | 대판             | 일본     | 오릭스 극장                                   | 통산 4,800명  |
| 2019년 2월 3일   | 대판             | 일본     | 오릭스 극장                                   | 통산 4,800명  |
| 2019년 2월 11일  | 광도             | 일본     | 히로시마 문화회관 HBG 홀                      | 통산 4,000명  |
| 2019년 2월 12일  | 광도             | 일본     | 히로시마 문화회관 HBG 홀                      | 통산 4,000명  |
| 2019년 2월 23일  | 이시카와         | 일본     | 혼다노모리 홀                                 | 통산 4,400명  |
| 2019년 2월 24일  | 이시카와         | 일본     | 혼다노모리 홀                                 | 통산 4,400명  |
| 2019년 3월 2일   | 찰황             | 일본     | 삿포로 문화예술극장                           | 통산 4,600명  |
| 2019년 3월 3일   | 찰황             | 일본     | 삿포로 문화예술극장                           | 통산 4,600명  |
| 2019년 3월 17일  | 복강             | 일본     | 후쿠오카 선 팔레스                            | 통산 4,600명  |
| 2019년 3월 18일  | 복강             | 일본     | 후쿠오카 선 팔레스                            | 통산 4,600명  |
| 2019년 3월 21일  | 아이치           | 일본     | 일본 특수도업 시민회관 포레스트 홀            | 2,300명       |
| 2019년 3월 29일  | 기옥             | 일본     | 사이타마 슈퍼 아레나                          | 통산 66,000명 |
| 2019년 3월 30일  | 기옥             | 일본     | 사이타마 슈퍼 아레나                          | 통산 66,000명 |
| 2019년 3월 31일  | 기옥             | 일본     | 사이타마 슈퍼 아레나                          | 통산 66,000명 |
| 북아메리카       |                  |          |                                               |               |
| 2019년 4월 24일  | 뉴어크           | 미국     | 프루덴셜 센터                                 | 6,000명       |
| 2019년 4월 26일  | 애틀란타         | 미국     | 코카콜라 록시극장                             | 3,000명       |
| 2019년 4월 28일  | 마이애미         | 미국     | 왓츠코 센터                                   | 5,000명       |
| 2019년 5월 1일   | 댈러스           | 미국     | 그랜드 프레리 극장                            | 6,000명       |
| 2019년 5월 3일   | 피닉스           | 미국     | 코메리카 시어터                               | 5,000명       |
| 2019년 5월 5일   | 휴스턴           | 미국     | 스마트 파이낸셜 센터                          | 6,000명       |
| 2019년 5월 7일   | 시카고           | 미국     | 로즈몬트 시어터                               | 4,000명       |
| 2019년 5월 9일   | 새너제이         | 미국     | 시티 내셔널 시빅 센터                         | 통산 6,000명  |
| 2019년 5월 10일  | 새너제이         | 미국     | 시티 내셔널 시빅 센터                         | 통산 6,000명  |
| 2019년 5월 12일  | 로스앤젤레스     | 미국     | 마이크로소프트 시어터                         | 7,000명       |
| 2019년 5월 17일  | 토론토           | 캐나다   | 코카콜라 콜리시엄                             | 12,000명      |
| 2019년 5월 19일  | 밴쿠버           | 캐나다   | 퍼시픽 콜리시엄                               | 12,000명      |
| 2019년 5월 21일  | 멕시코시티       | 멕시코   | 테아트로 메트로폴리탄                         | 3,000명       |
| 아시아           |                  |          |                                               |               |
| 2019년 6월 21일  | 방콕             | 태국     | 썬더 돔                                       | 통산 10,000명 |
| 2019년 6월 22일  | 방콕             | 태국     | 썬더 돔                                       | 통산 10,000명 |
| 2019년 6월 23일  | 방콕             | 태국     | 썬더 돔                                       | 통산 10,000명 |
| 유럽             |                  |          |                                               |               |
| 2019년 6월 26일  | 상트페테르부르크 | 러시아   | 아이스 팰리스                                 | 10,000명      |
| 2019년 6월 29일  | 모스크바         | 러시아   | 메가스포츠 스포츠 팰리스                      | 11,000명      |
| 2019년 7월 7일   | 런던             | 영국     | 웸블리 아레나                                 | 12,000명      |
| 2019년 7월 10일  | 파리             | 프랑스   | 라 세느 뮤지컬                                | 6,000명       |
| 아시아           |                  |          |                                               |               |
| 2019년 7월 20일  | 싱가포르         | 싱가포르 | 싱가포르 인도어 스타디움                      | 8,000명       |
| 2019년 12월 18일 | 대판             | 일본     | 오사카 성 홀                                  | 통산 26,000명 |
| 2019년 12월 19일 | 대판             | 일본     | 오사카 성 홀                                  | 통산 26,000명 |
| 2020년 1월 4일   | 복강             | 일본     | 마린멧세 후쿠오카                             | 통산 20,000명 |
| 2020년 1월 5일   | 복강             | 일본     | 마린멧세 후쿠오카                             | 통산 20,000명 |
| 2020년 1월 18일  | 니가타           | 일본     | 니가타 토키 멧세                              | 9,000명       |
| 2020년 2월 22일  | 동경             | 일본     | 무사시노노모리 종합 스포츠 플라자 메인 아레나 | 통산 30,000명 |
| 2020년 2월 23일  | 동경             | 일본     | 무사시노노모리 종합 스포츠 플라자 메인 아레나 | 통산 30,000명 |
| 2020년 2월 24일  | 동경             | 일본     | 무사시노노모리 종합 스포츠 플라자 메인 아레나 | 통산 30,000명 |

## 세트 리스트
- Opening VCR (The Origin) -
- Cherry Bomb
- 악몽 (Come Back)
- 無限的我 (무한적아;Limitless)
- Chain (KR)

- Ment -
- 신기루 (Fly Away With Me)
- Back 2 U (AM 01:27)

- VCR #2-
- 지금 우리 (City 127)
- Angel
- Sun & Moon

- Ment -
- 텐데... (Timeless)
- 나의 모든 순간 (No Longer)

- Interlude: Regular to Irregular -
- Regular
- Wake Up
- 나쁜 짓 (Baby Don't Like It)
- Mad City

- VCR #3 (Old School) -
- Good Thing
- TOUCH
- 롤러코스터 (Heartbreaker)
- Replay (PM 01:27)
- 소방차 (Fire Truck)

- Ment -
- Simon Says

- Encore -
- Welcome To My Playground
- Summer 127

- Ment -
- 0 mile

- Opening VCR (The Origin) -
- Cherry Bomb
- Come Back (JP)
- Limitless (JP)
- Chain (JP)

- Ment -
- 신기루 (Fly Away With Me)
- Back 2 U (AM 01:27)

- VCR #2 -
- 지금 우리 (City 127)
- Angel
- Sun & Moon
- Dreaming (JP)

- Ment -
- 텐데... (Timeless)
- 나의 모든 순간 (No Longer)

- Interlude: Regular to Irregular -
- Regular
- Wake Up
- 나쁜 짓 (Baby Don't Like It)
- Mad City

- VCR #3 (Old School) -
- Good Thing
- TOUCH (JP)
- 롤러코스터 (Heartbreaker)
- Replay (PM 01:27)

- Ment -
- Simon Says
- 소방차 (Fire Truck)

- Encore -
- Wakey-Wakey (JP)사이타마 한정

- Ment -사이타마 한정
- Welcome To My Playground
- Summer 127

- Ment -
- 0 mile

- Opening VCR (The Origin) -
- Cherry Bomb (EN)
- 악몽 (Come Back)
- 無限的我 (무한적아;Limitless)
- Chain

- Ment -
- 신기루 (Fly Away With Me)
- Back 2 U (AM 01:27)

- VCR #2 -
- 지금 우리 (City 127)
- Angel

- Ment -
- 시차 (Jet Lag)

- Ment -
- 텐데... (Timeless)
- 나의 모든 순간 (No Longer)

- Interlude: Regular to Irregular -
- Regular (EN)
- Wake Up
- 나쁜 짓 (Baby Don't Like It)
- Mad City

- VCR #3 (Old School) -
- Good Thing
- TOUCH
- 롤러코스터 (Heartbreaker)
- Replay (PM 01:27)

- Ment -
- Simon Says
- 소방차 (Fire Truck)

- Encore VCR -
- Superhuman

- Ment -
- Summer 127

- Ment -
- 0 mile

- Opening VCR (The Origin) -
- Cherry Bomb
- Come Back (JP)
- Limitless (JP)
- Chain (JP)

- Ment -
- 신기루 (Fly Away With Me)
- Back 2 U (AM 01:27)

- VCR #2 -
- 지금 우리 (City 127)
- Angel
- End To Start (JP)
- Kitchen Beat (JP)

- Ment -
- 텐데... (Timeless)
- 나의 모든 순간 (No Longer)
- Long Slow Distance (JP)

- Interlude: Regular to Irregular -
- Regular
- Wake Up
- 나쁜 짓 (Baby Don't Like It)
- Undercover (KR/태용, 마크)
- Wakey-Wakey (JP)

- VCR #3 (Old School) -
- Good Thing
- TOUCH (JP)
- 롤러코스터 (Heartbreaker)
- Replay (PM 01:27)
- 소방차 (Fire Truck)

- Ment -
- Superhuman

- Encore VCR -
- Welcome To My Playground
- Summer 127

- Ment -
- Highway To Heaven

- Ment -
- 0 mile

## 투어별 결원 목록
| 일정             | 불참 멤버  | 비고        |
| ---------------- | ---------- | ----------- |
| 2019년 2월 2일   | 해찬       | 정강이 부상 |
| 2019년 2월 3일   | 해찬       | 정강이 부상 |
| 2019년 2월 11일  | 해찬       | 정강이 부상 |
| 2019년 2월 12일  | 해찬       | 정강이 부상 |
| 2019년 2월 23일  | 해찬       | 정강이 부상 |
| 2019년 2월 24일  | 해찬       | 정강이 부상 |
| 2019년 3월 2일   | 해찬       | 정강이 부상 |
| 2019년 3월 3일   | 해찬       | 정강이 부상 |
| 2019년 3월 17일  | 해찬       | 정강이 부상 |
| 2019년 3월 18일  | 해찬       | 정강이 부상 |
| 2019년 3월 21일  | 해찬       | 정강이 부상 |
| 2019년 12월 18일 | 정우       | 건강 이상   |
| 2019년 12월 19일 | 정우       | 건강 이상   |
| 2020년 1월 4일   | 정우, 해찬 | 컨디션 난조 |
| 2020년 1월 5일   | 정우, 해찬 | 컨디션 난조 |
| 2020년 1월 18일  | 정우       | 건강 이상   |
| 2020년 2월 22일  | 정우       | 건강 이상   |
| 2020년 2월 23일  | 정우       | 건강 이상   |
| 2020년 2월 24일  | 정우       | 건강 이상   |

## 관련 디스코그래피

### CD
| 종류       | 앨범 정보                                                                         |
| ---------- | --------------------------------------------------------------------------------- |
| 라이브앨범 | 《NCT 127 1st Tour "NEO CITY - The Origin" in SEOUL》 - 발매일 : 2019년 10월 17일 |

### 키노 비디오
| 종류        | 키노 비디오 정보                                                                              |
| ----------- | --------------------------------------------------------------------------------------------- |
| 키노 비디오 | 《NCT 127 1st Tour "NEO CITY - The Origin" in SEOUL》 Kihno Video - 발매일 : 2019년 12월 26일 |

## 제작
- NCT 127 (태일, 태용, 도영, 재현, 정우, 마크, 쟈니, 유타, 해찬)
- 주최 : SM 엔터테인먼트
- 주관 : 드림메이커, 드림시큐리티
- 후원
  - 서울 : YES24
- 총연출 : 나카사네 리노